# 타깃 센터
타깃 센터(영어: Target Center)는 미국 미네소타주 미니애폴리스에 위치한 실내 경기장이다. NBA 미네소타 팀버울브스와 WNBA 미네소타 링크스의 홈경기장으로 사용되고 있다.
| NBA 올스타전 개최 경기장 |                  |                        |
| 1993년                   | 1994년 타깃 센터 | 1995년                 |
| 델타 센터                | 1994년 타깃 센터 | 아메리카 웨스트 아레나 |
|                          |                  |                        |
|                          |                  |                        |

| WNBA 올스타전 개최 경기장 |                  |                           |
| 2017년                    | 2018년 타깃 센터 | 2019년                    |
| 키 아레나                 | 2018년 타깃 센터 | 만달레이 베이 이벤트 센터 |
|                           |                  |                           |
|                           |                  |                           |

| WNBA 커미셔너스컵 결승전 개최 경기장 |                  |        |
| 2024년                               | 2025년 타깃 센터 | 2026년 |
| UBS 아레나                           | 2025년 타깃 센터 | 미정   |
|                                      |                  |        |
|                                      |                  |        |